# Rathaus Fontaine-le-Port

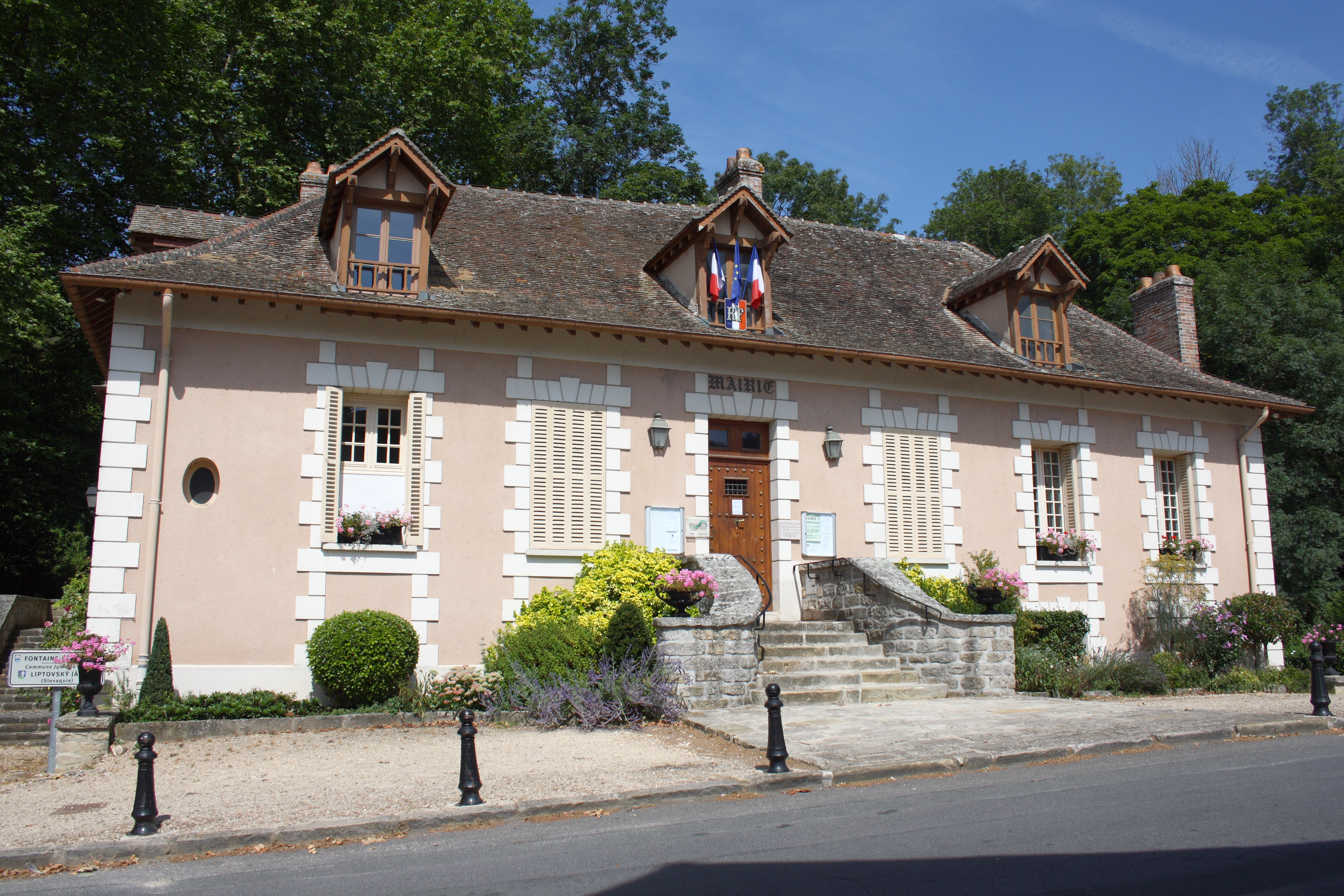
Rathaus in Fontaine-le-Port

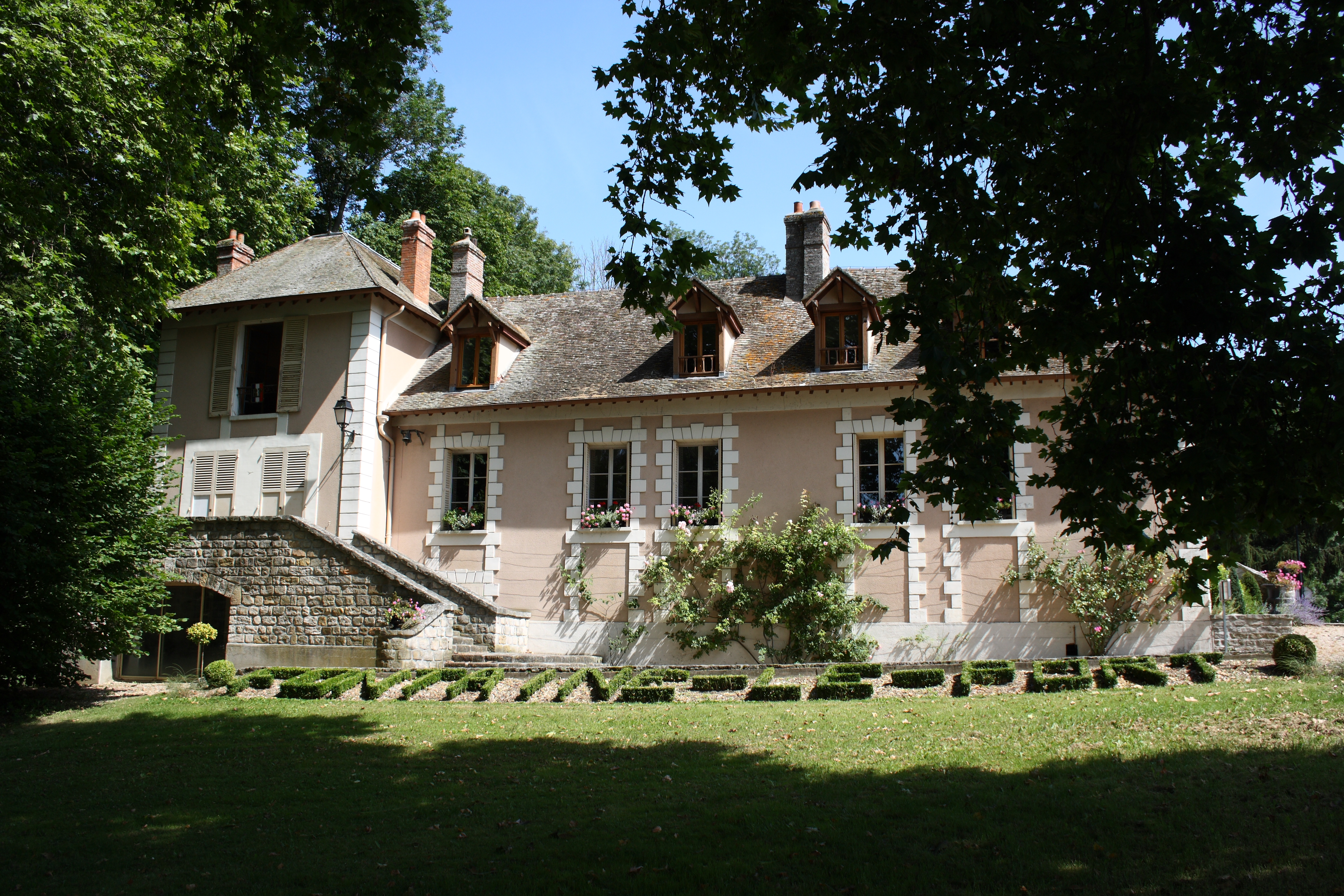
Seitenflügel

Das Rathaus (französisch Mairie) in Fontaine-le-Port, einer französischen Gemeinde im Département Seine-et-Marne in der Region Île-de-France, wurde ursprünglich im 18. Jahrhundert errichtet. Das Rathausgebäude in der Rue du Général Roux wurde als Bürgerhaus erbaut und im 20. Jahrhundert zur Mairie umgenutzt.
Der eingeschossige Bau aus verputztem Haustein mit Eckquaderung und Fensterrahmung besitzt noch geschnitzte Türfüllungen und Kamine aus dem 18./19. Jahrhundert.  